# Black Jack (película de 1950)
Black Jack (1950) es una película grabada por el director cinematográfico Julien Duvivier, codirigida por Charles Spaak y con los actores principales George Sanders y Agnes Moorehead. Se trata de un film de piratería moderna rodado en la isla de Mallorca.